# Biorobòtica
La biorobòtica és una ciència interdisciplinària que combina els camps de l'enginyeria biomèdica, la cibernètica i la robòtica per desenvolupar noves tecnologies que integrin la biologia amb sistemes mecànics per desenvolupar una comunicació més eficient, alterar la informació genètica i crear màquines que imitin sistemes biològics.

## Cibernètica
La cibernètica se centra en la comunicació i el sistema d'organismes vius i màquines que es poden aplicar i combinar amb múltiples camps d'estudi com ara la biologia, les matemàtiques, la informàtica, l'enginyeria i molt més.
Aquesta disciplina s'emmarca en la branca de la biorobòtica pel seu camp d'estudi combinat entre cossos biològics i sistemes mecànics. L'estudi d'aquests dos sistemes permet una anàlisi avançada de les funcions i processos de cada sistema, així com de les interaccions entre ells.

### Història
La teoria cibernètica és un concepte que existeix des de fa segles, que es remunta a l'època de Plató on va aplicar el terme per referir-se al "govern de les persones". El terme cibernètica es veu a mitjans del 1800 utilitzat pel físic André-Marie Ampère. El terme cibernètica es va popularitzar a finals de la dècada de 1940 per referir-se a una disciplina que tocava, però estava separada, de disciplines establertes, com ara l'enginyeria elèctrica, les matemàtiques i la biologia.

### Ciència
La cibernètica sovint s'entén malament a causa de l'amplitud de disciplines que abasta. A principis del segle xx, es va encunyar com un camp d'estudi interdisciplinari que combina biologia, ciència, teoria de xarxes i enginyeria. Actualment, cobreix tots els camps científics amb processos relacionats amb el sistema. L'objectiu de la cibernètica és analitzar els sistemes i processos de qualsevol sistema o sistemes per intentar fer-los més eficients i efectius.

### Aplicacions
La cibernètica s'utilitza com a terme general, de manera que les aplicacions s'estenen a tots els camps científics relacionats amb els sistemes, com ara la biologia, les matemàtiques, la informàtica, l'enginyeria, la gestió, la psicologia, la sociologia, l'art i molt més. La cibernètica s'utilitza en diversos camps per descobrir principis de sistemes, adaptació d'organismes, anàlisi de la informació i molt més.

## Enginyeria genètica
L'enginyeria genètica és un camp que utilitza els avenços tecnològics per modificar organismes biològics. Mitjançant diferents mètodes, els científics són capaços d'alterar el material genètic de microorganismes, plantes i animals per proporcionar-los trets desitjables. Per exemple, fer que les plantes creixin més grans, millors i més ràpides. L'enginyeria genètica s'inclou a la biorobòtica perquè utilitza noves tecnologies per alterar la biologia i canviar l'ADN d'un organisme en benefici d'ells i de la societat.

### Història
Encara que els humans han modificat el material genètic d'animals i plantes mitjançant la selecció artificial durant mil·lennis (com les mutacions genètiques que van desenvolupar el teosint en blat de moro i els llops en gossos), l'enginyeria genètica es refereix a l'alteració o inserció deliberada de gens específics a l'ADN d'un organisme. El primer cas d'èxit d'enginyeria genètica es va produir l'any 1973 quan Herbert Boyer i Stanley Cohen van ser capaços de transferir un gen amb resistència als antibiòtics a un bacteri.

### Ciència
Hi ha tres tècniques principals utilitzades en enginyeria genètica: el mètode plasmidi, el mètode vectorial i el mètode biolista.

### Aplicacions
L'enginyeria genètica té molts usos en els camps de la medicina, la investigació i l'agricultura. En l'àmbit mèdic, els bacteris modificats genèticament s'utilitzen per produir fàrmacs com la insulina, les hormones del creixement humà i les vacunes. En la investigació, els científics modifiquen genèticament els organismes per observar canvis físics i de comportament per entendre la funció de gens específics. En agricultura, l'enginyeria genètica és extremadament important, ja que és utilitzada pels agricultors per cultivar cultius resistents als herbicides i als insectes com el BTCorn.

## Biònica
La biònica és un camp de l'enginyeria mèdica i una branca de la biorobòtica que consisteix en sistemes elèctrics i mecànics que imiten sistemes biològics, com ara pròtesis i audiòfons. És un conjunt que combina biologia i electrònica.

### Història
La història de la biònica es remunta a l'antic Egipte. Al peu d'una mòmia es va trobar una pròtesi de dit del peu feta de fusta i cuir. Es va estimar que el període del cadàver de la mòmia era al voltant del segle XV aC. La biònica també es pot presenciar a l'antiga Grècia i Roma. Es van fer pròtesis de cames i braços per als soldats amputats. A principis del segle XVI, un cirurgià militar francès amb el nom d'Ambroise Pare es va convertir en un pioner en el camp de la biònica. Era conegut per fer diversos tipus de pròtesis superiors i inferiors. Una de les seves pròtesis més famoses, Le Petit Lorrain, era una mà mecànica accionada per ganxos i molles. A principis del segle XIX, Alessandro Volta va avançar encara més en la biònica. Va establir les bases per a la creació d'audiòfons amb els seus experiments. Va trobar que l'estimulació elèctrica podria restaurar l'audició mitjançant la inserció d'un implant elèctric al nervi sacular de l'orella d'un pacient. El 1945, l'Acadèmia Nacional de Ciències va crear el Programa d'extremitats artificials, que es va centrar en la millora de les pròtesis ja que hi havia un gran nombre de soldats amputats de la Segona Guerra Mundial. Des d'aquesta creació, els materials protèsics, els mètodes de disseny informàtic i els procediments quirúrgics han millorat, creant la biònica moderna.